# Rough Draft Studios
Rough Draft Studios — компания, которая производит анимацию для кино и телевидения. Участвовала в создании сериалов «Симпсоны» и «Футурама». Расположена в Глендейле (США) и Сеуле (Южная Корея).

## История
Студия была основана Греггом Ванцо и его женой Никки. Первоначально она располагалась в Ван-Найсе (Калифорния). Во время работы над мультсериалом «Шоу Рена и Стимпи» Никки Ванцо обратилась к создателю сериала Джону Крисфалуси с предложением перенести съёмки в Южную Корею. Там она основала филиал студии — Rough Draft Korea.
В 1992 году студия начала участие в создании «Симпсонов», а в 1993 — «Бивиса и Баттхеда». В 1993 году в студию пришёл брат Грегга — Скотт Ванцо. В 1995 году она переехала из Ван-Найса в Глендейл.
Студия известна тем, что применяет технологию, основанную на совмещении в одном кадре двумерной и трёхмерной мультипликации. Технология сначала была использована в сериале The Maxx, затем в «Футураме» и в фильме «Симпсоны в кино».

## Фильмография

### Мультсериалы
- Шоу Рена и Стимпи (1991—1995)
- Симпсоны (1992 — наст. время)
- Бивис и Баттхед (1993—2011)
- Дакмен (1994—1997)
- The Maxx (1995)
- Червяк Джим (1995—1996)
- Пинки и Брейн (1995—1998)
- Сниз и Фондю (1996—1998; скетч телешоу «КаБлам!»)
- Семья чудаков (1996—1999; скетч телешоу «КаБлам!»)
- Новая жизнь Рокко (1996 (4 сезон))
- Лаборатория Декстера (1996—2003)
- Крутые бобры (1997—2001)
- Люди в чёрном (1997—2001)
- Я — горностай (1997—2000)
- Коровка и Петушок (1997—1999)
- Дарья (1997-2002)
- Котопёс (1998—2005; совместно с «Saerom Productions, inc.» )
- Суперкрошки (1998—2005)
- Футурама / Futurama (1999—2008)
- Губка Боб Квадратные Штаны (1999 — наст. время)
- Самурай Джек (2001—2004)
- Star Wars: Clone Wars / Star Wars: Clone Wars I & II (2003—2005)
- Жизнь и приключения робота-подростка (2003—2009)
- Сумасшедшие за стеклом / Drawn Together (2004—2008)
- Дэнни-призрак (2004—2007)
- Цап-царап (2005—2007)
- Лагерь Лазло (2005—2008)
- Чаудер (2007—2010)
- Финес и Ферб (2007—2015)
- Могучая Би (2008—2011)
- Время приключений (2010 — наст. время; совместно с «Saerom Animation»)
- Гравити Фолз (2012—2016)
- Звёздная принцесса и силы зла (2016-2019)
- Вселенная Стивена (2013-2020)
- Clash-A-Rama (2014 — 2016)
- Амфибия (2019 — 2022)
- Дом Совы (2020 — 2023)
- Лагерь «Коралл»: Детство Губки Боба (2021 — наст. время)
- Шоу Патрика Стара (2021 — наст. время)

### Полнометражные мультфильмы
- Бивис и Баттхед уделывают Америку / Beavis and Butt-head Do America (1996)
- The Whizzard of Ow (2003)
- Duck Dodgers — Attack of the Drones (2003)
- Губка Боб Квадратные Штаны / The SpongeBob SquarePants Movie (2004)
- Стьюи Гриффин: Нерассказанная история / Stewie Griffin: The Untold Story (2005)
- Футурама: Большой куш Бендера / Futurama: Bender’s Big Score (2007)
- Симпсоны в кино / The Simpsons Movie (2007)
- Футурама: Зверь с миллиардом спин / Futurama: The Beast with a Billion Backs (2008)
- Губка Боб в 3D / The SpongeBob Movie: Sponge Out of Water (2015)